# 甘肃紫堇
甘肃紫堇（学名：Corydalis chingii）为罂粟科紫堇属下的一个种。

## 扩展阅读
- 維基物種上的相關：甘肃紫堇